# Područna nogometna liga NSP Osijek 1968./69.
Podsavezna nogometna liga NP Osijek je s ostalim podsaveznim ligama predstavljala 4. rang nogometnog natjecanja u SFRJ. Prvenstvo se igralo dvokružno. Prvak je igrao kvalifikacije za Slavonsku nogometnu zonu, dok su dvije posljednjeplasirane momčadi ispadale u niži rang.
| Mj. | Klub                        | Sus. | Pobj. | Ner. | Por. | GR.    | Bod. |
| --- | --------------------------- | ---- | ----- | ---- | ---- | ------ | ---- |
| 1.  | NK Elektra Osijek           | 30   | 21    | 6    | 3    | 106:42 | 48   |
| 2.  | NK Darda                    | 30   | 20    | 4    | 6    | ?0:37  | 44   |
| 3.  | NK Grafičar Osijek          | 30   | 16    | 6    | 8    | 58:51  | 38   |
| 4.  | NK Belje Kneževo            | 30   | 15    | 6    | 9    | 73:57  | 36   |
| 5.  | NK Omladinac Petrijevci     | 30   | 11    | 12   | 7    | 69:44  | 34   |
| 6.  | NK Sloga Satnica            | 30   | 16    | 2    | 12   | 54:50  | 34   |
| 7.  | TANK Tenja                  | 30   | 9     | 11   | 10   | 44:38  | 29   |
| 8.  | NK Jadran Branjin Vrh       | 30   | 10    | 8    | 12   | 43:44  | 28   |
| 9.  | NK Lanena Osijek            | 30   | 9     | 10   | 11   | 42:52  | 28   |
| 10. | NK Radnički Kokingrad       | 30   | 10    | 5    | 15   | 51:75  | 25   |
| 11. | NK Jedinstvo Čepin          | 30   | 9     | 7    | 14   | 58:88  | 25   |
| 12. | NK Lastavica Brestovac      | 30   | 9     | 6    | 15   | 68:86  | 24   |
| 13. | NK Dalj                     | 30   | 10    | 3    | 17   | 68:78  | 23   |
| 14. | NK Mladost Črnkovci         | 30   | 10    | 3    | 17   | 63:90  | 23   |
| 15. | NK Jedinstvo Donji Miholjac | 30   | 9     | 4    | 17   | 58:93  | 22   |
| 16. | NK Radnik Josipovac         | 30   | 7     | 5    | 18   | 42:71  | 19   |

## Kvalifikacije za Slavonsku nogometnu zonu
22. lipnja 1969.: NK Elektra Osijek - NK Radnički Županja 1:1
29. lipnja 1969.: NK Radnički Županja - NK Požega Slavonska Požega 4:0
6. srpnja 1969.: NK Požega Slavonska Požega - NK Elektra Osijek 1:1
13. srpnja 1969.: NK Radnički Županja - NK Elektra Osijek 2:1
20. srpnja 1969.: NK Požega Slavonska Požega - NK Radnički Županja :
27. srpnja 1969.: NK Elektra Osijek - NK Požega Slavonska Požega :
Promociju u Slavonsku nogometnu zonu je izborio NK Radnički Županja.